# Nanty-Glo
Nanty-Glo è una borough degli Stati Uniti d'America, nella contea di Cambria nello Stato della Pennsylvania. Secondo il censimento del 2000 la popolazione è di 2.734 abitanti. 

## Società

### Evoluzione demografica
La composizione etnica vede una maggioranza di quella bianca (99,41%), seguita dagli afroamericani (0,23%) dati del 2000.
| borough di Nanty-Glo Popolazione |       |
| 2000                             | 2.734 |
| Previsione al 2009               | 2.275 |